# São Vicente de Távora
São Vicente de Távora ist ein Ort und eine ehemalige Gemeinde (Freguesia) im nordportugiesischen Kreis Arcos de Valdevez. In der Gemeinde lebten 265 Einwohner (Stand 30. Juni 2011).
Am 29. September 2013 wurden die Gemeinden Távora (São Vicente) und Távora (Santa Maria) zur neuen Gemeinde União das Freguesias de Távora (Santa Maria e São Vicente) zusammengefasst.